# This Kind of Love
This Kind of Love è un album in studio di inediti della cantautrice statunitense Carly Simon, pubblicato nel 2008.

## Tracce
1. This Kind of Love
2. Hold Out Your Heart
3. People Say a Lot
4. Island
5. How Can You Ever Forget
6. Hola Soleil
7. In My Dreams
8. When We're Together
9. So Many People to Love
10. They Just Want You to Be There
11. The Last Samba
12. Sangre Dolce
13. Too Soon to Say Goodbye